# Karin Reich
Karin Reich   (Múnic, 13 d'octubre de 1941) Karin Anna Reich, és una historiadora de les matemàtiques alemanya.

## Carrera
Del 1967 al 1973 Reich va ser ajudant científica a l'Institut de Recerca del Deutsches Museum de Múnic i a l'Institut d'Història de les Matemàtiques i les Ciències Naturals de la Universitat Ludwig-Maximilians-Munic, on el 1973 es van graduar ella i Helmuth Gericke. El 1980 va completar el seu temps a Múnic, publicant El desenvolupament del càlcul tensorial, el 1994 en forma revisada com a llibre.
El 1980 va esdevenir professora d'Història de les Ciències Naturals i l'Enginyeria al Col·legi de Biblioteconomia de Stuttgart. El 1980/81 i el 1981/82 va tenir una tasca docent d'Història de les Matemàtiques a la Universitat de Heidelberg. El 1981 va representar el Departament d'Història de la Ciència de la Universitat d'Hamburg. El 1982 va esdevenir professora associada i el 1988 professora d'Història de les Matemàtiques a la Universitat de Stuttgart. Des del 1994 fins a la seva jubilació va ser professora a l'Institut d'Història de les Ciències Naturals, Matemàtiques i Enginyeria de la Universitat d'Hamburg, on va succeir Christoph J. Scriba com a directora.

## Reconeixement
Reich és membre de l'Acadèmia de Ciències i Humanitats de Göttingen.

## Publicacions seleccionades
Les publicacions de Reich inclouen biografies de Carl Friedrich Gauss, Michael Stifel i François Viète. Amb Gericke, Reich va produir una traducció comentada de l' analítica de Viète In artem Isagoge de 1591. Va escriure una història de geometria vectorial i tensorial i diferencial. Amb Kurt Vogel, Gericke i Reich van reeditar la història de les matemàtiques elementals de John Tropfke.
Els llibres de Reich inclouen:
- Maß, Zahl und Gewicht: Mathematik als Schlüssel zu Weltverständnis und Weltbeherrschung [Measure, number and weight: Mathematics as key to understanding and mastering the world] (with Menso Folkerts and Eberhard Knobloch, VCH, Acta Humaniora, Weinheim, 1989).[7]
- Die Entwicklung des Tensorkalküls: Vom absoluten Differentialkalkül zur Relativitätstheorie [The development of tensor calculus: From the absolute differential calculus to relativity theory] (Birkhäuser, 1994).[8]
- Im Umfeld der "Theoria motus": Gauß' Briefwechsel mit Perthes, Laplace, Delambre und Legendre [On matters having to do with the "Theoria motus": Gauss' correspondence with Perthes, Laplace, Delambre and Legendre] (Vandenhoeck & Ruprecht, 2001).[9]
- Carl Friedrich Gauß und Russland: Sein Briefwechsel mit in Russland wirkenden Wissenschaftlern [Carl Friedrich Gauss and Russia: His correspondence with scientists working in Russia] (with Elena Roussanova, De Gruyter, 2012).[10]
- Carl Friedrich Gauß und Christopher Hansteen: Der Briefwechsel beider Gelehrten im historischen Kontext [Carl Friedrich Gauss and Christopher Hansteen:A correspondence between two scholars in historical context] (with Elena Roussanova, De Gruyter, 2015).[11]